# Exposition spécialisée de 1956
L’Exposition Internationale d’Agrumiculture est une Exposition dite « Spécialisée » reconnue par le Bureau International des Expositions. Elle a eu lieu du  21 mai au  20 juin 1956 à Beit Dagon , en Israël, sur le thème des « Agrumes » et fut organisée dans le cadre du IVème Congrès international de l’Agrumiculture Méditerranéenne.